# Galswintha
Galswintha (Gailswintha) (540 – 568) Athanagild nyugati gót király leánya, I. Chilperich frank király második felesége, akit politikai célokból, testvére, I. Sigebert frank király példáját követve vett el 567-ben.

## Élete
Galswintha az ariánus hitről áttért a katolikusra. Amikor férje nem volt hajlandó elűzni szeretőjét, Fredegundát, vissza akart térni hazájába, ám mielőtt visszautazhatott volna, egy reggel megfojtva találták meg ágyában. Chilperich bizonyára tudott a gyilkosságról.